# Mîkolaiivka, Berdeansk
Mîkolaiivka (în ucraineană Миколаївка) este localitatea de reședință a comunei Mîkolaiivka din raionul Berdeansk, regiunea Zaporijjea, Ucraina.

## Demografie
Componența lingvistică a localității Mîkolaiivka
     Ucraineană (90,44%)
     Rusă (9,42%)
     Alte limbi (0,15%)
Conform recensământului din 2001, majoritatea populației localității Mîkolaiivka era vorbitoare de ucraineană (90,44%), existând în minoritate și vorbitori de rusă (9,42%).